# 7922 Violalaurenti
7922 Violalaurenti eller 1983 CO3 är en asteroid i huvudbältet som upptäcktes den 12 februari 1983 av den belgiske astronomen Henri Debehogne och den italienske astronomen Giovanni de Sanctis vid La Silla-observatoriet. Den är uppkallad efter Viola Laurenti, barnbarn till den italienska astronomen Mario Di Martino.
Asteroiden har en diameter på ungefär 15 kilometer.